# Piotr Jużyk
Piotr Uładzimirawicz Jużyk (biał. Пётр Уладзіміравіч Южык, ros. Пётр Владимирович Южик, Piotr Władimirowicz Jużyk; ur. 13 lipca 1946 w Zarudziczach w rejonie smorgońskim) – białoruski nauczyciel, działacz państwowy i polityk, w latach 2008–2012 deputowany do Izby Reprezentantów Zgromadzenia Narodowego Republiki Białorusi IV kadencji.

## Życiorys
Urodził się 13 lipca 1946 roku we wsi Zarudzicze, w rejonie smorgońskim obwodu mołodeckiego Białoruskiej SRR, ZSRR. Ukończył Białoruski Uniwersytet Państwowy ze specjalnością „historia i wiedza o społeczeństwie” oraz Mińską Wyższą Szkołę Partyjną. Pracował jako tokarz w Mołodeckim Kombinacie Przemysłowym, nauczyciel w szkołach rejonu smorgońskiego, pracownik literacki smorgońskiej gazety rejonowej „Swietły Szlach” (pol. „Jasna Droga”), instruktor, kierownik wydziału Smorgońskiego Komitetu Rejonowego Komunistycznej Partii Białorusi, zastępca przewodniczącego Smorgońskiego Rejonowego Komitetu Wykonawczego, główny specjalista Wydziału Organizacyjnego Sekretariatu Rady Najwyższej Republiki Białorusi, główny specjalista Wydziału Organizacyjnego, doradca-konsultant Wydziału Wsparcia Organizacyjnego Sekretariatu Prezydenta Republiki Białorusi, główny inspektor ds. obwodu witebskiego Administracji Prezydenta Republiki Białorusi, zastępca przewodniczącego Witebskiego Obwodowego Komitetu Wykonawczego. Był deputowanym do Witebskiej Obwodowej Rady Deputowanych.
27 października 2008 roku został deputowanym do Izby Reprezentantów Zgromadzenia Narodowego Republiki Białorusi IV kadencji z Połockiego Miejskiego Okręgu Wyborczego Nr 28. Pełnił w niej funkcję zastępcy przewodniczącego Stałej Komisji ds. Ochrony Zdrowia, Kultury Fizycznej, Rodziny i Młodzieży. Od 13 listopada 2008 roku był członkiem Narodowej Grupy Republiki Białorusi w Unii Międzyparlamentarnej.

## Odznaczenia
- Podziękowanie Prezydenta Republiki Białorusi[1].

## Życie prywatne
Piotr Jużyk jest żonaty, ma syna.